# ناجی قزوینی
میرزا محمدباقر ناجی قزوینی(۱۳۰۳–۱۲۵۴ ه‍.ق)(۱۲۶۵–۱۲۱۷ه‍.ش) شاعر متولد لاهیجان و متخلص به ناجی می‌باشد. وی پس از اتمام تحصیلات مقدماتی در زادگاهش و قزوین، به اصفهان رفت و اصول، حکمت، فقه و ریاضیات آموخت. سپس مدتی در خراسان و مازندران و تهران بسر برد و سرانجام به قزوین بازگشت. او علاوه بر نظم و نثر از موسیقی نیز بهره‌مند بود. برخی او را شاعر هجاگو نامیده‌اند، در صورتی که بیشتر اشعارش مشتمل بر چکامه و قطعه و چهاربیتی می‌باشد.

## آثار وی
- منتخب مطایبات ناجی

سند ازدواج همسر میرزا محمدباقر ناجی قزوینی

- دیوان شعر، که تحت عنوان مجموعه اشعار در تهران به چاپ رسید.[۱]

## گلچینی از دیوان ناجی قزوینی
گلچینی از دیوان ناجی قزوینی نام کتابی است که به کوشش محمد دبیرسیاقی توسط نشر حدیث امروز، در سال ۱۳۷۹ منتشر شده‌است.
در این کتاب با مقدمه محمد دبیرسیاقی، برخی از واژگان از جانب ایشان توضیح داده شده‌است. بیشتر اشعار این کتاب، شامل قصاید مدحی او می‌باشد. مانند:
| الا یا لعبت نیکو شمایل           |  | که جز روی ترا دل نیست مایل |
| از آن روزی که بستم رخت از آن کوی |  | دلم بار غمت را گشته حامل   |
| نیاساید دمی در پیکرم جان         |  | نیارامد همی در سینه‌ام دل   |

## اسناد مربوط به شاعر
در کتابخانه، موزه و مرکز اسناد مجلس شورای اسلامی، سندی با شماره ۹۵۴۶ وجود دارد، که آفرینندهٔ آن میرزا محمدباقر ناجی قزوینی ذکر شده‌است و تاریخ آن متعلق به ۱۳۰۵ قمری تا ۱۳۰۷ قمری است.
این سند در مجموعه یک جُنگ قرار دارد. جنگ [شامل تزویج نامه و هجونامه ای درباره زنان] (۱۳۰۷–۱۳۰۵ ق)
این سند مجموعه ای است از رساله‌های کوچک‌تر با موضوعات متفاوت و نگارنده‌های متفاوت که در زمان‌های متفاوت نوشته شده‌اند: رساله مجدیه، آغاز کتابت صفر ۱۳۰۵، پایان محرم ۱۳۰۷؛ رساله مواعظ حسنه که حاجی سید حسن واعظ در جواب حاجی ملاعلی عرض کرد، تحریر میرزا نصرالله، به تاریخ ذیحجه الحرام ۱۳۰۶؛ تزویج نامه، منظومه دربارهٔ تحصیل زوجه، میرزا محمدباقر ناجی قزوینی (بنا به فهرست نسخه‌های خطی کتابخانه مجلس شورای اسلامی، جلد ۳۰)، تحریر میرزا نصرالله، شعبان ۱۳۰۷؛ دیوان ملا صادق ملا رجب اصفهانی، تاریخ تحریر ۱۳۰۶ ق؛ هجونامه، ۳۰ محرم ۱۳۰۸؛ فی بحر تقارب، مثنوی و قطعه؛ مجموعه ای از آثار قلمیه حاج شیخ‌الرئیس قاجار، جمادی‌الثانی ۱۳۰۵؛ برخی ابیات به تاریخ ۱۳۰۸.